# 纳比勒·兹哈尔
纳比勒·兹哈尔（Nabil El Zhar，1986年8月27日—）是一名摩洛哥裔法國足球運動員，可擔任右翼或前鋒。現效力於西甲球隊利根尼斯。

## 简介
1996-1999年，埃尔扎尔在法国球队阿莱斯的青训营踢球，此后转投尼姆，2004年加盟圣艾蒂安青训营。
埃尔扎尔在2005年世青赛上一举成名后，利物浦在2006年引进埃尔扎尔。
2010年8月被利物浦租借到希腊球队帕奥克一个赛季。
2011年8月，利物浦宣布俱乐部与埃尔扎尔提前一年解除合同，埃尔扎尔加盟西甲球队莱万特。

## 外部連結
- 足球数据库：艾沙亞的球员统计数据
- 利物浦官網 艾沙亞資料
- LFChistory.net 艾沙亞資料 （页面存档备份，存于）